# クロノス・ジョウンターの伝説
『クロノス・ジョウンターの伝説』（クロノス・ジョウンターのでんせつ）は梶尾真治のSF小説。2019年に監督：蜂須賀健太郎、主演：下野紘で映画化された。2005年の映画『この胸いっぱいの愛を』の原作ではあるが内容は大きく異なる。

## あらすじ

### 吹原和彦の軌跡
1995年、秋。住島重工の開発部門だけを担当するP・フレックは時間軸圧縮理論を採用した巨大な「物質過去放出機」、またの名を『クロノス・ジョウンター』の開発に成功した。だが、実験を重ねて行くうちに物質を過去に飛ばすことが出来ても長時間留まらせることが出来ず、しかも戻ってくるときには更に未来にはじき飛ばされるという重大な欠点があることが発覚する。
通勤中の花屋で働く蕗来美子に片思いをしていた吹原和彦は食事の約束を取り付けるが、化学薬品を積んだタンクローリーが花屋に追突したことで彼女は亡くなってしまう。吹原は来美子を助けるべくクロノス・ジョウンターに乗り込むが………。

### 布川輝良の軌跡
P・フレックの開発一課に所属する布川輝良は開発三課と四課を束ねる野方耕市から、本来よりも長く滞在できるが、二度とクロノス・ジョウンターに乗れなくなる『パーソナル・ボグ』を装着して過去に飛ぶよう依頼される。天涯孤独の布川は1991年12月25日で解体されてしまう朝日楼旅館の全景を見たいと頼み、過去へと飛ぶ。
1991年12月23日。イラストレーターの枢月圭はマンション近くのゴミ捨て場で倒れている布川輝良を介抱しているうちに布川に惹かれ、布川もまた圭に惹かれ相思相愛になる。
しかし、過去に留まるためのパーソナル・ボグのエネルギーは大幅に早く切れそうなために時間が残されてはおらず、朝日楼旅館は既に工事の準備で高い塀で覆われてまったく見られない状況になっていた。

### 鈴谷樹里の軌跡
1980年、夏。11歳の鈴谷樹里は入院していた病院で不治の病に冒された青年と出会う。樹里はヒー兄ちゃんと呼ぶ青木比呂志が読んだ小説や彼の創った物語を聴くのが好きだったが、ロバート・F・ヤングの『たんぽぽ娘』を聴いている最中にヒー兄ちゃんは倒れて亡くなってしまう。
それをきっかけに、医師になることを志した樹里は、19年後の1999年の夏に取引をしている製薬会社の古谷から青木比呂志が罹っていた不治の病を治す特効薬が開発されたことを聞かされ、サンプルを貰う。
もしあの時、この薬があれば…と思っていた矢先に実家が開業医で医師の嫁を探す野方耕市と強制的に見合いをさせられるが、その野方からこっそり開発を続けているクロノス・ジョウンターの話を聞く。
樹里は野方を説得し、パーソナル・ボグの改良版『パーソナル・ボグII』を使って19年前に飛んでヒー兄ちゃんを助けに行くことに。

### きみがいた時間ぼくのいく時間
住島重工に勤める秋沢里志は友人の紹介で出会った梨田紘未と出逢い結婚するが、紘未は交通事故で亡くなってしまう。傷心の秋沢は上司から欠員が出ているからと長期出張での異動を提案され、流されるままP・フレックの開発四課に配属され、クロノス・ジョウンターの存在と、独自に開発している時間螺旋理論を採用した『クロノス・スパイラル』の存在を知る。
時間と場所を指定出来るクロノス・ジョウンターはその場に留まることが出来ず、未来にはじき飛ばされる。クロノス・スパイラルはその時代に留まることが出来るが、39年毎にしか行くことが出来ない。
クロノス・ジョウンターに乗って紘未を助けに行こうと決心した秋沢は、積極的に参加するが、思わぬトラブルによってクロノス・ジョウンターの開発が中止され、解体・撤去されてしまった。

### 栗塚哲矢の軌跡
P・フレック開発三課に所属する栗塚哲矢は、クロノス・ジョウンターが放出した物質の到着地の誤差を無くすための仕事をしていた。
そんな最中、恨んでいた母親の亜貴子が病気で亡くなる。亜貴子は幼少期から母子家庭だった自分を放って小さな飲み屋を切り盛りし、自宅ではいつもしかめっ面で少々のことで栗塚のことを怒っていた。その上、小学校高学年の下校途中に、見知らぬ男と親密な様子で歩いているのを目撃する。亜貴子にとって自分が必要ない人間だと思った栗塚は高校から寮で住むようになり、そのまま関係を持たずに暮らしてきた。
仕事が一段落した時、会社に亜貴子の店の出資者である守山が亜貴子から預かった栗塚名義の貯金通帳を届けに来る。その際、守山は幾度も亜貴子に求婚したが、栗塚の母親であるために結婚を拒み、自分に逢いたがっていたことを聞かされる。そんな最中に野方耕市がクロノス・ジョウンターの志願者を探している話を耳にする。

### 野方耕市の軌跡
2039年、秋。クロノス・ジョウンターを開発した意味はあったのだろうかと悩んでいた79歳の野方耕市の元に機敷埜風天と名乗る老人が訪ねてくる。
歴史に隠された機器を展示する科幻博物館の館長で、手に入れたクロノス・ジョウンターの展示パネルのために説明を聞きたいと、はるばるやってきた機敷野の励ましに野方は感銘を受けて調整を申し出る。
クロノス・ジョウンターの調整をしているうちに、野方は学生時代に亡くなった親友の萩塚敏也のことを思い出す。
クロノス・ジョウンターでは20年前までが限界だったが、機敷埜の提案でパーソナル・ボグIIを使えば57年前に行くことが可能だということを知る。

## 主な登場人物
野方 耕市
全シリーズに登場する『クロノス・ジョウンター』の名付け親でもあり開発者。そして「野方耕市の軌跡」の主人公。P・フレック開発三課・四課を受け持つチーフで、古き良きサイエンスフィクション愛好家。学生時代に片思いの相手である片倉珠貴から拝借したシャープペンを大切にし、それをクロノス・ジョウンターの最初の実験に使っている。
吹原 和彦
「吹原和彦の軌跡」の主人公。P・フレック開発三課所属。通勤途中で逢う片思いの相手、蕗来美子を助けるべくクロノス・ジョウンターに乗り込む。クロノス・ジョウンターが初めて過去へ飛ばした人間。
布川 輝良
「布川輝良の軌跡」の主人公。P・フレック開発一課所属。幼少期に火事で父親、4年前に母親を亡くして天涯孤独の身であることからクロノス・ジョウンターの実験台に選出される。建築家、廣妻隆一郎の建築物のファンで最後の建造物である朝日楼旅館のことを長年気にかけていた。
鈴谷 樹里
「鈴谷樹里の軌跡」の主人公。横嶋市立病院の医師。11歳の時に小児性結核で同じ病院に入院、その時に青木比呂志と出会う。比呂志が理想の男性であり、30歳になっても交際する男性はいない。なので強制的に見合いをさせられ、その相手である野方耕市と出会う。
秋沢 里志
「きみがいた時間ぼくの行く時間」の主人公。元は住島重工の社員だったが、紘未の事故によって能率が低下したことからP・フレックへの異動になる。開発四課に所属し、クロノス・ジョウンターおよびクロノス・スパイラルの開発に専念。最初はクロノス・ジョウンターに乗るつもりが、思わぬ不運に見舞われる。
栗塚 哲矢
「栗塚哲矢の軌跡」の主人公。P・フレック開発三課所属。クロノス・ジョウンターの放出した物質の到着地の誤差を無くす設定をする仕事を請け負っている。母子家庭で母親のことを恨んでいたが、母親の付き合っていた男と思われる守山の発言を気にかける。
若月 まゆみ
クロノス・スパイラルの開発者。時間螺旋理論を崇拝している。

## 用語
クロノス・ジョウンター
住島重工の子会社、P・フレックの「時間軸圧縮理論」を採用する開発三課と四課の合同プロジェクトにより開発された「物質過去射出機」。
何年前に飛ばしても必要なエネルギーは同等だが、滞在出来る時間が非常に短い上に、帰ってくるのが現在ではなく遠い未来となる。
チーフの野方耕市による命名で、フレドリック・ブラウンの『火星人ゴーホーム』とアルフレッド・ベスターの『虎よ、虎よ!』を参考に名付けられた。
最初は過去5年以内までだったが、実験を重ねて行くうちに最終的には過去20年以内であれば好きな時間・場所に行くことが出来るようになり、帰還する年月の予測も出来るようになったが、過去に留まろうとする想いのために人間は物質よりもさらに未来にはじき飛ばされる傾向がある。

パーソナル・ボグ
「布川輝良の軌跡」から登場した、クロノス・ジョウンターの欠点を相殺すべく開発三課で開発された「小さなクロノス・ジョウンター」。
腕時計のように手首に装着することで、本来よりも長く過去に滞在出来る。しかしバッテリー式なので時間に限りがあり、予定よりも早くエネルギーが尽きる上、二度とクロノス・ジョウンターに乗ることが出来なくなる。
作中では『固定装置（ボグ）』と表記される。ボグ（B・O・G）は「ブレッシング・オブ・ゴッド」、時の神クロノスの祝福が与えられるという意味で付けられた。後に改良版「パーソナル・ボグII」が開発される。
クロノス・スパイラル
「きみがいた時間ぼくの行く時間」に登場する、P・フレック開発四課で開発された「時間螺旋理論」を採用したタイムマシン。
その時間に留まることが可能だが、周期は39年であるため、行けるのは39年毎にしか決められない。

クロノス・コンディショナー
外伝「朋恵の夢想時間」に登場する、P・フレック開発一課で開発されたタイムマシン。
『使用者が過去経験した時間にだけ、使用者の現在の精神を遡行させる』ことでクロノス・ジョウンターの『滞在時間』・クロノス・スパイラルの『一方通行』という欠点を克服した。
帰還時も「戻りたい」と思うだけで元の体・時間に復帰できるが、『使用者が経験していない過去』は認識不能で、『過去改編』しようとすれば時間の圧力を受けて空間が変質・妨害され、力尽きると現在に戻される。

科幻博物館
機敷埜風天が特許で得た金で集めた、異端科学のガジェット機を展示している博物館。
営利目的ではないため広報活動などもしておらず、見学者は少ない。機敷埜風天の死後は、2代目館長が管理している。

朝日楼旅館
「布川輝良の軌跡」などに登場する、廣妻隆一郎が設計したホテル。廣妻隆一郎が設計した建物としては最後に残った物だったが、1991年12月25日に取り壊された。後に「アサヒ第一ビジネスホテル」となり、玄関に写真が飾られる。
たんぽぽ娘
「鈴谷樹里の軌跡」に登場する、ロバート・F・ヤングが1962年に発表した短編小説。舞台版の題名はここから来ている。

## シリーズ一覧
1. 中篇「クロノス・ジョウンターの伝説」（イラスト・北崎拓）小説誌『グリフォン』1994年新年号に掲載。単行本時には「吹原和彦の軌跡」に改題。
2. 新書版「クロノス・ジョウンターの伝説」1994年12月24日第1刷発行、1に「布川輝良の軌跡」を書き下ろし。全2話
3. ソノラマ文庫NEXT「クロノス・ジョウンターの伝説」1999年6月20日第1刷発行、2に「鈴谷樹里の軌跡」を書き下ろし。全3話
4. ソノラマ文庫「クロノス・ジョウンターの伝説」2003年6月30日第1刷発行、、3に外伝「朋恵の夢想時間」を増補。全4話
5. ソノラマ文庫新装版「クロノス・ジョウンターの伝説」2005年3月発刊
6. 四六判単行本「新編 クロノス・ジョウンターの伝説」2005年7月20日第1刷発行
7. ソノラマノベルス「クロノス・ジョウンターの伝説∞インフィニティ」2008年2月28日第1刷発行。4から「朋恵の夢想時間」を削除。「栗塚哲矢の軌跡」・「野方耕市の軌跡」を書き下ろし、「きみがいた時間 ぼくのいく時間」を収録。全6話
8. 徳間文庫「クロノス・ジョウンターの伝説」2015年2月6日発行。「吹原和彦の軌跡」・「栗塚哲矢の軌跡」・「布川輝良の軌跡」・「鈴谷樹里の軌跡」・「きみがいた時間 ぼくのいく時間」・「野方耕市の軌跡」・「朋恵の夢想時間」を収録。全て加筆修正され、巻末にクロノス・ジョウンター年表を掲載。また演劇集団キャラメルボックスが2015年2月・3月に「吹原和彦の軌跡」を原作とした「クロノス」を再演するに伴い、劇場販売限定の表紙付バージョンが発売される。

## 漫画
2009年7月21日よりウェブコミック配信サイト『FlexComixネクスト』で漫画化作品が連載された。作画はアサミ・マート。

## 舞台
演劇集団キャラメルボックスより、「吹原和彦の軌跡（クロノス）」「布川輝良の軌跡（あしたあなたあいたい）」「鈴谷樹里の軌跡（ミス・ダンデライオン）」・「きみがいた時間ぼくのいく時間」「野方耕市の軌跡（南十字星駅で）」が舞台化されている。
原作とは違う形で他作品との関連性があり、舞台版のオリジナル登場人物がいる。それに合わせ、関係・設定も変更されている箇所がいくつかある。
また2015年に演劇集団キャラメルボックスが結成30周年第一弾として「クロノス」、および成井豊によるクロノスシリーズを原作としたオリジナル新作「パスファインダー」を上演。翌年2016年2月~3月に「きみがいた時間ぼくのいく時間」、および再び成井豊によるクロノスシリーズを原作としたオリジナル新作「フォーゲット・ミー・ノット」が上演されることが決まっている。

### 出演

#### クロノス
- 吹原和彦 - 菅野良一（2005年） / 畑中智行（2015年・2022年）
- 蕗来美子 - 岡内美喜子（2005年） / 実川貴美子（2015年） / 原田樹里（2022年）
- 頼人 - 畑中智行（2005年） / 多田直人（2015年・2022年）
- さちえ - 藤岡宏美（2005年） / 林貴子（2015年） / 石森美咲（2022年）
- 海老名 - 坂口理恵（2005年・2015年） / 林貴子（2022年）
- 中林 - 左東広之（2005年・2015年） / 鍛治本大樹（2022年）
- 野方耕市 - 西川浩幸（2005年・2015年） / 石原善暢（2022年）
- 藤川 - 細見大輔（2005年） / 鍛治本大樹（2015年） / 三浦剛（2022年）
- 津久井 - 前田綾（2005年） / 原田樹里（2015年） / 山本沙羅・中尾彩絵（2022年・Wキャスト）
- 圭 - 温井摩耶（2005年） / 森めぐみ（2015年・2022年）
- 辻堂 - 三浦剛（2005年） / 小多田直樹（2015年） / 関根翔太（2022年）
- 鈴谷 -岡田さつき（2005年・2022年） / 笹川亜矢奈（2015年）
- 久里浜 - 実川貴美子（2005年） / 金城あさみ（2015年） / 早海亜衣理・生田麻里菜（2022年・Wキャスト)
- 足柄 - 筒井俊作（2005年） / 近藤利絋（2015年） / 矢野聖・田中のぶと（2022年・Wキャスト)

#### あしたあなたあいたい
- 布川輝良 - 大内厚雄
- 枢月圭 - 温井摩耶
- 佳江 - 坂口理恵
- 香山耕二 / 拓美 - 三浦剛
- 伊勢崎 / 住吉 - 畑中智行
- はるな - 大木初枝
- 来美子 - 岡内美喜子
- 吉本 - 阿部祐介
- 野方耕市 - 西川浩幸

#### ミス・ダンデライオン
- 鈴谷樹里 - 岡田さつき（2006年・2010年） / 原田樹里（2022年）
- 青木比呂志 - 岡田達也（2006年・2010年） / 多田直人（2022年）
- 吉澤 - 細見大輔（2006年） / 阿部丈二（2010年） / 鍛治本大樹（2022年）
- 北田 / 武子 - 前田綾（2006年・2010年） / 林貴子（2022年）
- 水村 / 祥子 - 青山千洋（2006年） / 小林千恵（2010年） / 生田麻里菜（2022年）
- 古谷 - 阿部丈二（2006年） / 筒井俊作（2010年）筒井俊作、菅野良一（2022年）※吉本役とクロスキャスト
- 十一歳の樹里 - 小林千恵（2006年） / 稲野杏那（2010年） / 木村玲衣（2022年）
- 葉山 / 吉本 - 小多田直樹（2006年） / 石原善暢（2010年） / 三浦剛（2022年）※葉山のみ
- 野方耕市 - 西川浩幸（2006年・2010年） / 石原善暢（2022年）

#### きみがいた時間 ぼくのいく時間
- 秋沢里志 - 上川隆也（2008年） / 阿部丈二（2016年）
- 梨田紘未 - 西山繭子（2008年） / 林貴子（2016年）
- 秋沢真帆 - 岡内美喜子（2008年） / 渡邊安理（2016年）
- 野方耕市 - 西川浩幸（2008年・2016年）
- 若月まゆみ - 温井摩耶（2008年） / 岡田さつき（2016年）
- 山野辺光夫 - 阿部丈二（2008年） / 関根翔太（2016年）
- 佐藤小百合 - 渡邊安理（2008年） / 森めぐみ（2016年）
- 広川圭一郎 - 筒井俊作（2008年・2016年）
- 柿沼純子 - 坂口理恵（2008年） / 前田綾（2016年）
- 柿沼浩二 - 岡田達也（2008年） / 石原善暢（2016年）
- 柿沼英太郎 - 左東広之（2008年） / 小多田直樹（2016年）
- 萩原芽以子 - 青山千洋（2008年） / 坂口理恵（2016年）
- 栗崎健 - 三浦剛（2008年） / 毛塚陽介（2016年）
- 12歳の紘未 - 小林千恵（2008年） / 木村玲衣（2016年）

#### 南十字星駅で
- 野方耕市 - 西川浩幸
- 片倉珠貴 - 岡内美喜子
- 萩塚敏也 - 左東広之
- 海老名 / 佳江 - 坂口理恵
- 鶴巻 / 松田 - 多田直人
- 耕平 / 湯河原 - 三浦剛
- 凛香 / 山北 - 原田樹里
- めぐる - 渡邊安理
- 頼人 / 22歳の耕市 - 畑中智行

## 派生作品

### パスファインダー

#### 概要
2015年に演劇集団キャラメルボックスが「クロノス」を再演するに当たり、クロノスシリーズを原作として成井豊脚本・演出で上演された。

#### あらすじ
笠岡光春は野方のパーソナル・ボグの実験に協力するためクロノス・ジョウンターに乗って、23年前に亡くなった兄・秋路に会いに行くことになる。本来はもう少し近い過去にする予定だったが、研究者として行き詰まりを感じていた光春は理系大学に通っていた秋路に憧れて研究者になったので、人生をやり直すためにも自分があとを継いで研究者になったことを伝えに行きたいと申し出たのだ。
ところが過去に到着した瞬間に少女とぶつかってしまい、額に傷を負わせてしまう。すぐに近くのアパートを尋ね、そこに住んでいた秋路と再会。しかし自分が未来から来た弟だと言っても、秋路は頑なに親戚の誰かだと決めつけて信じようとはしなかった。傷の手当をするならと少女と共に部屋に上げてもらうが、秋路の様子も部屋の様子も何処か可笑しい。
そこへ、秋路の恋人・絵子が帰って来た。何も知らない絵子は、秋路が学業そっちのけで劇団に所属して役者をしていることをばらしてしまう。実家からの仕送りも全部芝居につぎ込んだことで家賃が払えなくなり、絵子の部屋に転がり込んでいたのだ。ずっと大学で研究をしていたと思っていた光春は呆れかえり、その様を見た秋路が反論したことで険悪な雰囲気になってしまう。
光春は部屋をあとにすると共に少女を家に送ることにするが、少女は「それは難しいんじゃないかな」と言い出した。なんと少女は光春とぶつかった拍子に頭を打ち、そのショックで記憶を失っていた----自分の名前が「リン」であることを除いて。

#### 出演
- 笠岡光春 - 岡田達也
- 秋路 - 陳内将（客演）
- リン - 木村玲衣
- 倉敷 - 岡内美喜子
- 野方 - 西川浩幸
- 吉本 - 石原善暢
- 赤磐 - 三浦剛
- 絵子 - 渡邊安理

### フォーゲット・ミー・ノット

#### 概要
2016年に演劇集団キャラメルボックスが「きみがいた時間ぼくのいく時間」を再演するに当たり、クロノスシリーズを原作として成井豊脚本・演出で上演された。なお、出演者は全員同時上演される「きみがいた時間ぼくのいく時間」と同じメンバーである。

#### あらすじ
1970年春。じきに中学に上がる小学生・吉野てるみとその母親・節子は、車で帰宅中に実家の映画館から出てきた男を轢きそうになる。男は間一髪でよけたが地面で頭を打って気を失い、すぐに目は覚ましたものの記憶喪失になってしまった。男は自分の名前すらも忘れており、何かを思い出そうとした瞬間に「クロノス・スパイラル」と謎の言葉を口にする。
男の財布には社員証が入っており、そこには“P・フレック開発四課　春山恵太”と書かれており、辛うじて男の名前が「春山恵太」だと分かった。春山の持っていたリュックサックの中には着替えと、タイプライターのような機械、そして100万円が入っていた。担当医師は「旅行か誰かに会いに来たのではないか」というが、春山には分からなかった。
てるみ・節子と共に見舞いに来たてるみの祖母・絹代に何か償いをさせて欲しいと提案されるが金銭には困っておらず、それよりも住むところに困っていると相談すると節子が実家の映画館で下宿をしないかと提案する。映画館には既に春山敏郎という偶然同じ苗字の青年技師が住み込みで居たが元々芝居小屋の楽屋で使われていた広い部屋で、敏郎が良いのであればと春山は退院をして映画館へと向かう。
映画館館主であるてるみの祖父・伝次郎にも気に入られ、「人手不足だから」と再び節子の提案を受けて映画館で働くことになる。しかし節子には、思惑があった。節子は元々東京で女優をしており、デビュー当初は大きな役をしていたが翌年には妻子持ちの男との子・てるみを身籠ってしまった。一度はてるみを置いて東京には戻ったものの仕事がもらえず生活に困り実家の映画館を手伝ってはいたが、東京に戻って女優として再起したいから金を貸してほしいと伝次郎に幾度と頼んでいた。
てるみの提案で、春山・敏郎は社員証に書かれていた住所へと向かう。しかしそこにあったのはかぼちゃ畑で、会社は見る影もない。敏郎の友人・栗崎健が務めるホテルが近くにあるので春山のことや会社を知らないかと話を聞きに行くが、栗崎も居合わせた同僚・柿沼純子も知らなかった。そこを偶然施設係・楢原弥九郎が通り春山のことを知らないかと聞くが、彼も知らないと答える。
3人が立ち去った後、楢原はどういう経緯で3人が訪れたのかを聞く。栗崎が「P・フレックという会社を探している」と告げると、楢原は「P・フレック！？」驚愕する。すぐに「やはり知らなかった」と取り繕うが、楢原は3人が立ち去った後をじっと見つめた・・・・

#### 出演
- 春山恵太 - 筒井俊作
- 吉野てるみ - 木村玲衣
- 吉野絹代 - 坂口理恵
- 吉野伝次郎 - 石原善暢
- 吉野節子 - 渡邊安理
- 吉野稲子 - 森めぐみ
- 春山敏郎 - 関根翔太
- 榎戸達矢 - 小多田直樹
- 梅坂三千代 - 林貴子
- 柿沼純子 - 前田綾
- 栗崎健 - 毛塚陽介
- 楢原弥九郎 - 阿部丈二
- 若月まゆみ - 岡田さつき
- 野方耕一 - 西川浩幸